# Patrick Güldenberg
Patrick Güldenberg (* 1979 in Hamburg) ist ein deutscher Schauspieler.

## Leben
Bereits in seinem zwölften Lebensjahr stand er für die Kinderserie Neues vom Süderhof vor der Kamera. Es folgten über die Jahre kontinuierlich Auftritte in Fernseh- und Kinofilmen. Ab 1997 spielte er Theater im Jugendclub des Deutschen Schauspielhauses in Hamburg. Sein erster Kinofilm war 1999 Sonnenallee.
Theaterengagements hatte er unter anderem am Deutschen Schauspielhaus Hamburg, am Thalia Theater Hamburg und am Schauspielhaus Zürich, wo er von der Saison 2009/2010 bis 2012/2013 festes Ensemblemitglied war. Hier arbeitete er unter anderem mit den Regisseuren Frank Castorf, René Pollesch, Alvis Hermanis, Sebastian Nübling, Barbara Frey und Karin Beier.
Sein Debüt bei den Salzburger Festspielen gab Patrick Güldenberg 2007 in der Rolle des Demetrius in Shakespeares Ein Sommernachtstraum. 2013 und 2014 stand er in der Rolle als Jedermanns guter Gesell in der Jedermann-Inszenierung auf der Bühne.
2014 ging er an die Volksbühne am Rosa-Luxemburg-Platz und spielt hier unter anderem in Kaputt (Regie: Frank Castorf), Die Brüder Karamasow (Regie: Frank Castorf) und in Ohne Titel Nr.1 von Herbert Fritsch, Halleluja (Regie: Christoph Marthaler) und Die Kabale der Scheinheiligen (Regie: Frank Castorf).
2017 wechselte er an das Berliner Ensemble und spielte hier unter anderem in Caligula (Regie: Antu Romero Nunes) und Les Miserables (Regie: Frank Castorf), sowie in der Dreigroschenoper unter der Regie von Robert Wilson. 2022 spielte er am Burgtheater Wien die Rolle des Prior Walther in dem Stück "Engel in Amerika" von Tony Kushner.
2014 war Güldenberg in der Kinokomödie Wir sind die Neuen von Ralf Westhoff zu sehen. In einem im Februar 2021 im SZ-Magazin veröffentlichten Interview outete sich Güldenberg gemeinsam mit 185 lesbischen, schwulen, bisexuellen, queeren, nicht-binären und trans* Schauspielern. Gemeinsam mit Eva Meckbach und Karin Hanczewski initiierte er die Initiative #actout, um in der Gesellschaft mehr Akzeptanz zu gewinnen und um in seiner Branche mehr Anerkennung in Film, Fernsehen und auf der Bühne zu fordern.
Im Jahr 2022 erhielt er gemeinsam mit Nicholas Ofzarek, Stephan Murr und Julian Looman den Grimme-Preis für die Ensemble-Leistung in "Die Ibiza Affäre", welche 2021 bei Sky erschienen ist.
Im Tatort Bremen ermittelt Güldenberg in der Folge "Donuts" an der Seite von Jasna Fritzi Bauer und Luise Wolfram als Kommissar Robert Petersen.
Patrick Güldenberg lebt in Berlin.

## Filmografie (Auswahl)
- 1993: Neues vom Süderhof
- 1999: Sonnenallee
- 2003: Wir
- 2003: Bella Block: Kurschatten
- 2004: Tatort – Heimspiel
- 2004: Mädchen, Mädchen 2 – Loft oder Liebe
- 2005: Weltverbesserungsmaßnahmen (Kinokomödie)
- 2005: Das Gespenst von Canterville
- 2006: Peer Gynt (TV-Film)
- 2007: Guten Morgen, Herr Grothe (TV-Film)
- 2007: Notruf Hafenkante (Fernsehserie, Folge Die Entführung)
- 2007: KDD – Kriminaldauerdienst (Fernsehserie, Folge Unter Druck)
- 2007: Ohne einander (TV-Film)
- 2008: Max Manus (Kinofilm)
- 2009: Von ganzem Herzen (TV-Film)
- 2009: Meine Tochter und der Millionär (TV-Film)
- 2014: Wir sind die Neuen (TV-Film)
- 2016: Morris aus Amerika (Morris from America)
- 2016: Die Nacht kennt kein Ufer (Kinofilm)
- 2017: Einmal bitte alles (Kinofilm)
- 2017: Hard & Ugly (Kinofilm)
- 2018: Der Wunschzettel (TV-Film)
- 2018: My Zoe (Kinofilm)
- 2019: Die neue Zeit (Fernsehserie)
- 2019: SOKO Wismar (Fernsehserie, Folge Die Konkurrentinnen)
- 2020: Wilsberg: Wellenbrecher (Fernsehkrimiserie)
- 2020: Wer einmal stirbt dem glaubt man nicht (TV-Film)
- 2021: Stubbe - Tödliche Hilfe (TV-Film)
- 2021: Die Ibiza Affäre (Mini-Serie)
- 2021: Sprachlos in Irland (TV-Film)
- 2022: How to Dad (Fernsehserie, 5 Folgen)
- 2022: Nazijäger – Reise in die Finsternis (TV-Dokudrama)
- 2023: Tatort: Donuts

## Hörspiel und Feature
- 2004: Heiner Grenzland: Making of ... Nach dem Roman "Ich kann dir eine Wunde schminken" von Tobias Hülswitt – Regie: Heiner Grenzland (Hörspiel – DLR Berlin)
- 2007: Daniel Kehlmann: Die Vermessung der Welt – Regie: Alexander Schuhmacher (Hörspiel – NDR)
- 2010: Tom Sawyer und Huckleberry Finn – Regie: Alexander Schuhmacher (Hörspiel – DLR)
- 2012: David Herbert Lawrence: Söhne und Liebhaber – Regie: Ulrich Lampen (Hörspiel – HR)
- 2013: Andreas Maus / Karmen Frankl: Die Nokia-Karawane; Regie: Karmen Frankl (Feature – WDR)
- 2014: Erich Maria Remarque: Im Westen nichts Neues – Regie: Christiane Ohaus (Hörspiel – Radio Bremen)
- 2015: Moritz Rinke: Wir lieben und wissen nichts – Regie: Alice Elstner (Hörspiel – DKultur)
- 2017: Edward Bernays: Propaganda – Regie: Björn SC Deigner (Hörspiel – WDR)
- 2017: William Faulkner: Licht im August – Regie: Walter Adler (Hörspiel – SWR)
- 2020: Dominik Busch: Die Einsamkeit des Kranführers – Regie: der Autor  (Hörspiel – BR)[6]
- 2021: Robert Weber: Golgatha – Regie: Annette Kurth (Hörspielserie mit 8 Folgen – WDR)[7]
- 2022: Anne-M. Keßel: Anne Bonny. Die Piratin – Regie: Martin Zylka (8-teiliger Hörspiel-Podcast – WDR)[8]
- 2023: Anne-M. Keßel: Boudicca. Die Keltenkriegerin – Regie: Martin Zylka (8-teiliger Hörspiel-Podcast – WDR)[9]